# Гидроксид лантана
Гидроксид лантана(III) — неорганическое соединение, гидроксид металла лантана с формулой La(OH)3, белые кристаллы или аморфное вещество, не растворимое в воде. Используется как реактив в протеомике и нанотехнологии.

## Получение
- Действие горячей воды на металлический лантан:

{\displaystyle {\mathsf {2La+6H_{2}O\ {\xrightarrow {90^{o}C}}\ 2La(OH)_{3}\downarrow +3H_{2}\uparrow }}}
- Растворение в воде оксида лантана(III):

{\displaystyle {\mathsf {La_{2}O_{3}+3H_{2}O\ {\xrightarrow {}}\ 2La(OH)_{3}}}}
- Действие щелочей на растворимую соль лантана:

{\displaystyle {\mathsf {La(NO_{3})_{3}+3NaOH\ {\xrightarrow {}}\ La(OH)_{3}\downarrow +3NaNO_{3}}}}
- Гидролиз сульфида лантана горячей водой:

{\displaystyle {\mathsf {La_{2}S_{3}+6H_{2}O\ {\xrightarrow {100^{o}C}}\ 2La(OH)_{3}+3H_{2}S\uparrow }}}

## Физические свойства
Гидроксид лантана(III) образует белые кристаллы
гексагональной сингонии, пространственная группа P 63m, параметры ячейки a = 0,6510 нм, c = 0,3843 нм, Z = 2.
Не растворяется в воде, p ПР = 22,44.

## Химические свойства
- Разлагается при нагревании:

{\displaystyle {\mathsf {2La(OH)_{3}\ {\xrightarrow {300-1100^{o}C}}\ La_{2}O_{3}+3H_{2}O}}}
- Иначе идёт разложение в присутствии щелочей

{\displaystyle {\mathsf {La(OH)_{3}\ {\xrightarrow {700^{o}C,p}}\ LaO(OH)+H_{2}O}}}
- Реагирует с кислотами:

{\displaystyle {\mathsf {La(OH)_{3}+3HCl\ {\xrightarrow {}}\ LaCl_{3}+3H_{2}O}}}
- Реагирует с углекислым газом:

{\displaystyle {\mathsf {2La(OH)_{3}+3CO_{2}\ {\xrightarrow {}}\ La_{2}(CO_{3})_{3}+3H_{2}O}}}